# カーラカ物語

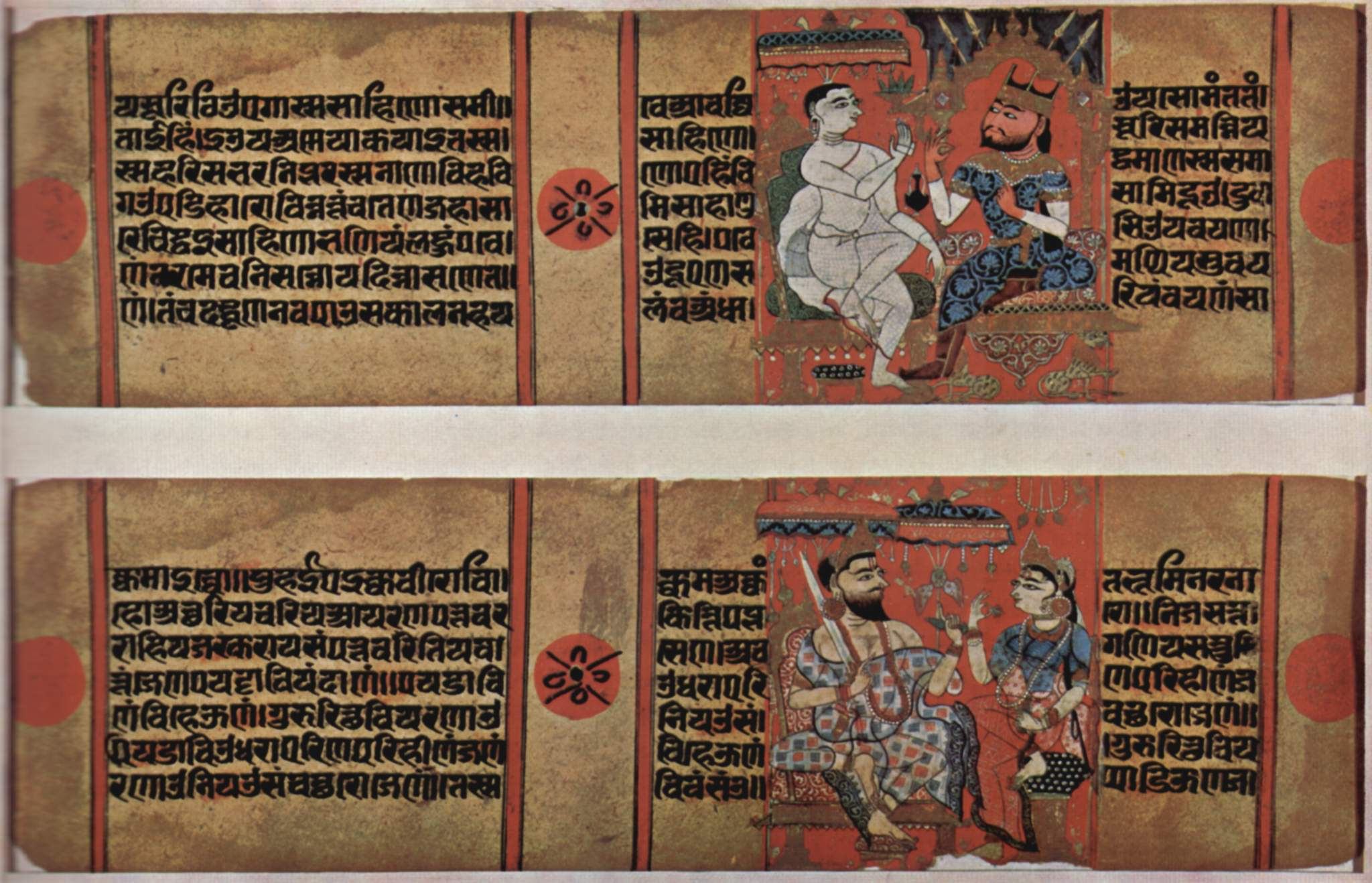
上はカーラカとサカ、下はバラミトラ王（1400年ごろの写本）

『カーラカ物語』（カーラカものがたり、サンスクリット: कालकाचार्यकथा kālakācārya-kathā）は、ジャイナ教白衣派の物語集である。聖典ではないものの、パリユーシャナ祭のときに『カルパ・スートラ』とともに読誦される。

## 概要
カーラカ（カーリカとも）の物語がいつ誰によって編纂されたかは明らかでないが、カーラカの父とされるヴァイラシンハは、ダールを都としてマールワー地方を支配したパラマーラ朝の実在の王（10世紀）であるためにそれ以降の作であり、またおそらく12世紀にはすでに存在した。
プラークリット（ジャイナ教マーハーラーシュトリー）またはサンスクリットで書かれたさまざまなテクストが残るが、ブラウンが「Long Anonymous Version」と呼ぶ系統の本はプラークリットの韻文と散文まじりの作品で、1278-1279年ごろの写本が残る。現代インド諸語の翻訳も存在する。
全部で4話から構成されるが、第1話がもっとも長い。ブラウンによれば、この物語の主人公であるカーラカは時代の異なる3人の人物の伝説が混在している。
ヘルマン・ヤコービによって1880年にドイツ語の翻訳をつけて出版された。

## あらすじ
テクストによって筋はかなり異なる。以下はブラウンによって整理された「Long Anonymous Version」による。

### 第1話
カーラカはダラーヴァーサ（今のダール）の王子だったが、森であったグナーカラというジャイナ教の高僧に教化されてその弟子となり出家した。カーラカがウッジャインで説教しているとき、同じく出家していた妹のサラスヴァティーもその場に加わっていたが、ウッジャイン王ガルダビラはサラスヴァティーを誘拐して自分の後宮に入れてしまう。カーラカは王の説得に失敗したため、インダス川西岸にあるシャカクーラ（「サカ族の岸」を意味する）へ行き、その支配者層である96人のサーヒを説得してウッジャインを侵略させた。しかしガルダビラは魔法の牝ロバを持っており、この牝ロバの鳴き声を聞いた人はみな血を吐いて倒れてしまう。カーラカはロバが鳴こうと口を開けた瞬間に口をめがけて矢を射させた。ロバはガルダビラ王の上に排泄物をぶちまけ、王を蹴とばして逃げた。
こうしてガルダビラ王は国を逐われ、サカがウッジャインを支配したが、その後ヴィクラマーディティヤがサカを追い払い、その年をヴィクラマ紀元（紀元前58年）とした。135年後にサカは再び勢力を取りもどし、サカ紀元（西暦78年）を立てた。

### 第2話
バルーチ王バラミトラとその弟のバーヌミトラは母方の叔父であるカーラカを招いたが、ジャイナ教を快く思わない宮廷の祭儀担当者による嫌がらせを受け、カーラカはバルーチを去ってマハーラーシュトラのプラティシュターナ（今のパイタン）に移った。ジャイナ教のパリユーシャナの祭りは聖典ではヒンドゥー暦のバードラパダ月（グレゴリオ暦8-9月）白分5日に行うことになっていたが、マハーラーシュトラではこの日がインドラの祭りと重なっていたため、プラティシュターナのシャーリヴァーハナ王は日をずらしてほしいと頼み、カーラカは1日前の4日にずらした。このためにパリユーシャナは聖典の記載より1日早く行われることになった。

### 第3話
弟子たちが自分に従わないため、カーラカは夜中にひそかに弟子たちを捨てて孫弟子のサーガラチャンドラのもとへ行く。しかしサーガラチャンドラはそれがカーラカであることに気づかず、また自分の知識をひけらかそうとしてカーラカと哲学的議論を始めてしまう。翌日師がいないことに気づいた弟子たちが反省して追いかけてきたため、サーガラチャンドラはそこではじめて議論の相手がカーラカだったことに気づき、許しを請う。カーラカは、聖典の知識は時代とともに失われて現在では全体のごく一部しか残っていないものなのだから、その知識を誇るべきではないと諭す。

### 第4話
シャクラ（インドラ）神がバラモンの恰好をしてカーラカの知識を試すが、カーラカはそれがインドラであることを見破り、インドラはカーラカを賛美する。カーラカは自らの寿命が残り少ないことを知って食を断って没し、天界に生まれ変わる。